# Список епископов Уржеля
Епи́скоп Урже́ля (епископ Урхеля; кат. bisbe d’Urgell, исп. obispo de Urgel) — глава Уржельской епархии Католической церкви.
Вопрос о преемственности и хронологии ранних епископов Уржеля из-за недостатка исторических источников до сих пор окончательно не решён. Наиболее полный список уржельских иерархов приведён в работе епископа Уржеля Себастиана де Викториа-и-Эмпарана (опубликована в 1747 году), в которой использован целый ряд первоисточников (в том числе, не сохранившихся до наших дней), но которая содержит многочисленные ошибки и неточности. Официальный список епископов, признанный Уржельской епархией, основан на сведениях, содержащихся в рукописи середины XIII века из монастыря Герри. В него не включены несколько иерархов, упоминаемых де Виктория-и-Эмпараном, но присутствуют епископы, связь которых с Уржельской епархией современными событиям данными достоверно не подтверждается.
Первым епископом Уржеля, о котором сохранились сведения, был святой Юст (527—546 годы), хотя, возможно, епископская кафедра в Уржеле существовала и раньше. После арабского завоевания Пиренейского полуострова в начале VIII века преемственность уржельских епископов не была нарушена: Намбад (Анамбад) был, вероятно, первым из испанских католических епископов, казнённых маврами. После отвоевания Уржеля франками в 785—790 годах, епархия получила значительную поддержку со стороны правителей сначала Франкской империи, а затем Западно-Франкского королевства. Из иерархов Уржеля конца VIII—X веков наибольшее количество сведений сохранилось о деятельности одного из лидеров адопциан епископа Феликса (781—792 и 798—799 годы) и епископа Эсклуа (885—892 годы), неканонически захватившего кафедру. Среди епископов Уржеля XI—XII веков два — Эрменгол (1010—1035 годы) и От (1095—1122 годы) — причислены Римско-католической церковью к лику святых. В период с 914 по 1122 годы уржельскую кафедру занимали только лица, связанные родственными узами с различными знатными семьями Каталонии. Епископ Пере д’Урч, заключивший 8 сентября 1278 года договор с графом Роже Бернаром III де Фуа о разделе власти над Андоррой, стал первым князем-соправителем этого государства.
С XIV века начинался упадок власти епископов Уржеля. С этого времени уржельские иерархи назначались папами римскими, получая формальное одобрение занятия кафедры со стороны королей Арагона. Многие из епископов, являясь ближайшими помощниками пап, не проживали постоянно в своей епархии. С конца XVII века епископ избирался решением испанских иерархов. В XVII веке территория Уржельской епархии значительно пострадала от Каталонской революции и последовавшей французской оккупации, а в XIX веке епископы Уржеля оказались вовлечены в Карлистские войны.
В настоящее время епископ Уржеля является одним из суффраганов Таррагонской архиепархии. Уржельскую кафедру с 31 мая 2025 года занимает Хосеп-Льюис Серрано Пентинат.
| Имя                                            | Дата                             | Главные события |
| ---------------------------------------------- | -------------------------------- | --- |
| святой Юст                                     | 527—546                          | Первый известный епископ Уржеля. Церковный писатель. Местночтимый святой Уржельской епархии (день памяти — 28 мая). |
| Эпиган                                         | около 550                        | |
| Маркел I                                       | около 570                        | |
| Симплиций                                      | 589—599                          | Участвовал в Третьем Толедском (589), Втором Сарагосском (592) и Барселонском (599) соборах. |
| Габила                                         | около 604                        | |
| Помпей                                         | около 614                        | Участвовал в соборе в Эгаре (614), но достоверных данных, что он был епископом Уржеля, нет. |
| Ренарий                                        | около 633                        | Участвовал в Четвёртом Толедском соборе (633). |
| Маурель                                        | 653—655                          | Участвовал в Восьмом (653) и Девятом Толедских соборах (655). |
| Гиацинт                                        | 672—680                          | Участвовал в мятеже герцога Септимании Павла против короля вестготов Вамбы. Схвачен сторонниками короля в Льивии после подавления мятежа. Нет достоверных данных, что он был епископом Уржеля (может быть был епископом Эльны). |
| Леуберик                                       | 683—693                          | Пресвитер Флоренций участвовал как представитель Леуберика в Тринадцатом (683) и Пятнадцатом Толедских соборах (688). Леуберик лично участвовал в Шестнадцатом Толедском соборе (693). |
| Урбиций                                        | 693—704                          | Умер насильственной смертью. |
| Маркел II                                      | 704—721                          | После завоевания Таррагоны маврами Уржельское епископство стало епархией-суффраганом Нарбонской архиепархии. |
| Юст II                                         | 721—733?                         | |
| Намбад (Анамбад)                               | до 731                           | Вероятно, первый из испанских епископов, казнённых маврами. Достоверных данных, что он был епископом Уржеля, нет. |
| Леудерик                                       | 735—754                          | |
| Стефан                                         | 755—765                          | |
| Дотила                                         | 765—773?                         | |
| Феликс Урхельский                              | 781—792 и 798—799                | Один из лидеров адопциан. Осуждён на Регенсбургском (792), Франкфуртском (794), Римском (799) и Ахенских (799 и 800) соборах. Смещён с кафедры. |
| Радульф                                        | 792—796                          | Известен только по упоминанию в одной хартии. В 793 году Урхель был захвачен маврами и почти полностью разрушен. |
| Лейдрад Лионский                               | 799—806                          | Архиепископ Лиона (с 798). В 799 и 800 годах провёл в Уржеле церковные соборы, осудившие адопцианство. |
| Поседоний I                                    | ранее 814—819                    | К 814 году относится первое свидетельство о распространении власти епископов Уржеля на Андорра-ла-Велью. |
| Сисебут I                                      | 819—823                          | |
| Поседоний II                                   | 823—833                          | |
| Сисебут II                                     | 833—840                          | В 839 году освятил новый кафедральный храм Уржеля — собор Санта-Мария-де-Уржель. Собрание книг Сисебута — первая документально известная библиотека на территории современной Каталонии. |
| Флоренций                                      | 840—850                          | |
| Беат                                           | 850—857                          | Упоминается в единственном современном ему документе — хартии о судебном заседании 4 июля 850 года. |
| Гисад I                                        | 857—872                          | 19 ноября 860 года получил хартию от короля Западно-Франкского государства Карла II Лысого, в которой расширялись права епископа Уржеля над территорией современной Андорры. |
| Галдерик                                       | 872—884                          | В 878 году участвовал в соборе в Труа. |
| Ингоберт                                       | 885—893                          | В 885 году был изгнан из епархии Эсклуа. Возвращён на кафедру Уржеля решением собора в Порте (890). Окончательно изгнал Эсклуа из Уржеля в 892 году. |
| Эсклуа                                         | 885—892                          | Неканонический епископ Уржеля. Изгнал из епархии епископа Ингоберта. Был осуждён соборами в Порте (890) и Уржеле (892), по решению которых покинул кафедру. |
| Нантигис                                       | 899—914                          | Принимал участие в нескольких церковных соборах, в том числе в Барселонском соборе (906) и соборе в Фонткоберте (911). Участвовал в основании нескольких церквей. |
| Радульф                                        | 914—942                          | Первый из уржельских епископов, связанный родством с графами Уржеля. В 935 году повторно освятил монастырь Санта-Мария-де-Риполь. |
| Гисад II                                       | 942—978                          | В 951 году совершил поездку в Рим. |
| Салла                                          | 981—29 сентября 1010             | В 988 году получил во владение от графа Барселоны Борреля II территорию современной Андорры. В 991 году вступил в конфликт с Эрменгардой Серданьской. В 1001 году посетил Рим. В 1003 году заключил соглашение с графом Уржеля Эрменголом I.                                                                                         |
| святой Эрменгол                                | 1010—3 ноября 1035               | В 1010 году провёл в Сео-де-Уржеле церковный собор. 1010 — «чудо в Иворре». В 1011—1012 годах совершил поездку в Рим. Святой Римско-католической церкви (день памяти — 3 ноября). |
| Эрибо                                          | 1036—23 декабря 1040             | Со-виконт Осоны (1029—1035). Добился от графа Уржеля полного отказа от претензий на Андорру. 26 ноября 1040 года освятил новый кафедральный храм епархии. Умер во время паломничества в Святую землю. |
| Гильем Вифред                                  | 1041—1075                        | Получил Уржельскую епархию благодаря покупке вакантной кафедры у своего родственника, архиепископа Нарбона Вифреда. Обвинялся в организации убийства виконта Осоны Фолка I Кардонского. Убит. |
| Бернат Гильем                                  | 1075—1092                        | В 1091 году Уржельское епископство стало епархией-суффраганом Таррагонской архиепархии (до этого входила в Нарбонский архидиоцез). |
| Гильем Арно де Монтеферьер                     | 1092—1095                        | Его право на кафедру оспаривал Фолк Кардонский. |
| Фолк Кардонский                                | 1092—1095                        | Неканонический епископ Уржеля. |
| святой От                                      | 1095—7 июля 1122                 | Боролся против попыток светских сеньоров завладеть имуществом епархии. Святой Римско-католической церкви (день памяти — 7 июля). Один из святых покровителей Сео-де-Уржеля. |
| Пере Беренгер                                  | 2 октября 1123—18 марта 1141     | Участвовал в Нарбонском соборе (1128). В 1140 году завершил миром долгий спор о границе с епархией Барбастро. |
| Бернат Санс                                    | 1141—1162                        | |
| Бернат Роже                                    | 1163—1167                        | |
| Арно де Прешенс                                | 1167—1195                        | Один из ближайших советников короля Арагона Альфонсо II. Участвовал в Третьем Латеранском соборе (1179). Изгнан врагами. |
| Бернат де Кастельо                             | 1195—1198                        | В 1195/1196 году Сео-де-Уржель был захвачен альбигойцами, которые, в том числе, разграбили кафедральный собор Санта-Мария-де-Уржель. Изгнан врагами. |
| Бернат де Виламур                              | 1199—1203                        | В 1203 году в союзе с графом Уржеля Эрменголом VIII вёл успешную войну с графом Фуа Раймундом Роже |
| Пере де Пуигверт                               | 1203—1230                        | |
| Понс де Виламур                                | 1230—1255/1257                   | По инициативе своих врагов, графов Фуа, осуждён Римским собором (1248) и в 1255 или 1257 году смещён с кафедры. |
| Абрил Перес Пелаес                             | 1257—1269                        | Активный участник борьбы с альбигойством. |
| Пере д’Урч                                     | 3 ноября 1269—12 января 1293     | В 1276 и в 1286 годах провёл церковные соборы в Сео-де-Уржеле. 8 сентября 1278 года в Лериде подписал соглашение с графом Фуа Роже Бернаром III о разделе власти над Андоррой. Первый из епископов Уржеля князь-соправитель Андорры.                                                                                                 |
| Гильем де Монткада                             | 19 декабря 1295—3 ноября 1308    | До 1299 года не признавал над собой власти архиепископа Таррагоны. В 1298—1299 годах — папский легат на Сицилии. |
| Рамон Требайлья                                | 29 июля 1309—12 марта 1326       | |
| Арно де Льордат                                | 27 июня 1326—3 октября 1341      | Боролся с графами Фуа, претендовавшими на владения Уржельской епархии. |
| Пере де Нарбонн                                | 17 декабря 1341—1348             | |
| Николо Капокси                                 | 13 июня 1348—17 декабря 1350     | Кардинал (с 1350). |
| Уг Десбак                                      | 25 октября 1351—20 февраля 1361  | |
| Гильем Арно и Палау                            | 12 января 1362—июль 1364         | |
| Пере Мартинес де Луна                          | 10 февраля 1365—1370             | В 1394—1423 годах — антипапа Бенедикт XIII. |
| Беренгер де Эриль и де Пальярс                 | 20 сентября 1370—март 1387       | |
| Галсера де Виланова                            | 11 марта 1388—15 апреля 1415     | В 1396 году помогал в подавлении антикоролевского мятежа графа Фуа. Сторонник антипапы Бенедикта XIII. |
| Франсеск де Товиа                              | 15 ноября 1416—14 апреля 1436    | |
| Арно Роже де Пальярс                           | 19 июля 1437—16 августа 1461     | Политический деятель и дипломат. Канцлер владений короля Арагона в Италии (1448—1449), посол арагонского короля в Риме (1455), номинальный католический патриарх Александрийский (1457). |
| Жайме де Кардона и де Гандия                   | 23 сентября 1461—1 декабря 1466  | |
| Родриго де Борха                               | 27 ноября 1467—11 декабря 1472   | Дядя и полный тёзка папы римского Александра VI, с которым его часто путают. |
| Пере де Кардона                                | 11 декабря 1472—8 января 1515    | Меценат. Глава Генерального совета Каталонии (1482—1485). Впоследствии архиепископ Таррагоны (1515—1530) и вице-король Каталонии (1521—1523). |
| Хуан де Эспенес                                | 18 апреля 1515—24 октября 1530   | |
| Пере Жордан де Урриес                          | 15 мая 1532—10 января 1533       | |
| Франсеск де Урриес                             | 8 июня 1534—26 октября 1551      | В 1536 году создал в Уржеле первую типографию. Провёл в Сео-де-Уржеле два епархиальных синода (1542 и 1545). |
| Жоан Пуньет                                    | 26 октября 1551—22 октября 1552  | |
| Мигель Деспуиг                                 | 22 октября 1552—13 апреля 1556   | |
| Жоан Перес Гарсия де Оливан                    | 24 апреля 1556—23 сентября 1560  | |
| Пере де Кастельет                              | 8 августа 1561—1 февраля 1571    | Противник гугенотов, из-за борьбы с которыми не смог покинуть епархию и принять участие в Тридентском соборе. |
| Жоан Димес Льорис                              | 9 июня 1572—4 июля 1576          | |
| Мигель Жерони Морель                           | 21 февраля 1578—23 августа 1579  | |
| Уг Амброс де Монткада                          | 9 мая 1580—8 декабря 1586        | |
| Андрес Капелья                                 | 29 января 1588—22 сентября 1609  | Иезуит и теолог. В 1592 году открыл первую на территории Андорры духовную семинарию. |
| Бернат де Салба                                | 26 мая 1610—1620                 | |
| Луис Диес де Ош де Армендарис                  | 8 августа 1622—3 января 1627     | В 1626 году — генерал-лейтенант Каталонии, глава Генерального совета Каталонии. |
| Антонио Перес                                  | 15 мая 1627—21 февраля 1633      | В 1632 году провёл поместный собор Уржельской епархии. |
| По (Пабло) Дуран                               | 9 января 1634—12 февраля 1651    | Сторонник монархии. Боролся против Сегадорского восстания. Бежал из епархии после оккупации Каталонии Францией и умер в изгнании. |
| Жоан Мануэль де Эспиноса                       | 1655—февраль 1664                | |
| Мельсиор Палау-и-Боска                         | 9 сентября 1664—29 апреля 1670   | |
| Пере де Копонс-и-Тешидор                       | 5 марта 1671—16 марта 1681       | |
| Жоан Баптиста Десбас-и-Монторель               | 13 января 1682—16 августа 1688   | |
| Олегер де Монтсерат-и-Руфет                    | 8 июля 1689—10 октября 1694      | |
| Жолио Кано-и-Тебар                             | 4 июля 1695—26 апреля 1714       | |
| Симео де Гинда-и-Апестеги                      | 17 сентября 1714—27 августа 1737 | |
| Хорди Курадо-и-Торребланка                     | 5 мая 1738—12 марта 1747         | |
| Себастиан Жозе де Викториа-и-Эмпаран де Лойола | 15 мая 1747—2 октября 1756       | |
| Франсеск Жозе Каталан де Окон                  | 28 марта 1758—8 сентября 1762    | |
| Франсеск Фернандес де Шатива-и-Контрерас       | 21 марта 1763—22 апреля 1771     | |
| Жоакин де Сантиян-и-Валдивиелсо                | 11 ноября 1771—1 марта 1779      | |
| Жоан де Гарсиа-и-Монтенегро                    | 18 сентября 1780—23 мая 1783     | |
| Жозе Болтас                                    | 14 февраля 1785—8 декабря 1795   | |
| Франсеск Антони де ла Дуэнья-и-Сиснерос        | 24 июля 1797—23 сентября 1816    | |
| Бернат Франсес-и-Кабальеро                     | 26 мая 1817—23 августа 1824      | Сторонник монархии во время событий 1820—1823 годов (так называемого «Либерального трёхлетия»). |
| Исидор Бонифаци Лопес-и-Пулидо                 | 28 октября 1824—21 марта 1827    | |
| Симон Рохас де Гвардиола                       | 25 июня 1827—22 августа 1851     | Один из министров правительства карлистов в Монпелье (Франция). В 1835—1847 годах — в эмиграции. |
| Жозе Кашал-и-Эстраде                           | 30 марта 1853—26 августа 1879    | В 1866 году одобрил вступивший в силу в 1869 году закон о реформах в Андорре. Участник Первого Ватиканского собора (1869). Активный сторонник карлистов во время Третьей карлистской войны (1873—1876). С 1875 года — в эмиграции. Лишён кафедры за поддержку восстания.                                                             |
| Сальвадор Касаньяс-и-Пагес                     | 22 сентября 1879—19 апреля 1901  | Сенатор (с 1879). Реставрировал монастырь Санта-Мария-де-Риполь (1893). В 1882 и 1894—1895 годах предотвратил попытки Франции аннексировать Андорру. Кардинал (с 1896). Архиепископ Барселоны (1901—1908). |
| Рамон Риу-и-Кабанас                            | 19 апреля — 27 декабря 1901      | |
| Жоан Жозе Лагарда-и-Фенольера                  | 9 июня 1902—6 декабря 1906       | Поддерживал проведение социальных реформ в Андорре. Архиепископ Барселоны (1909—1913). |
| Хуан Батиста Бенльок-и-Виво                    | 6 декабря 1906—7 января 1919     | Автор текста гимна Андорры. Так как Андорра была союзницей стран Антанты в Первой мировой войне, но не была включена в Версальский договор 1919 года, то она формально находилась в состоянии войны со странами Четверного союза до 1957 года. Архиепископ Бургоса (1919—1926).                                                      |
| Хустино Гвитарт-и-Вилардебо                    | 9 января 1920—31 января 1940     | Предпринимал меры для экономического развития Андорры: был инициатором электрификации страны и включения Андорры в почтовую систему Испании. В июле 1934 года русский эмигрант Борис Скосырев провозгласил себя князем Андорры и объявил войну епископу Уржельскому, но был арестован испанской жандармерией и предстал перед судом. |
| Рамон Иглесиас-и-Наварри                       | 29 декабря 1942—29 апреля 1969   | Во время Второй мировой войны Андорра была нейтральным государством. После окончания войны содействовал развитию туризма в Андорре. |
| Жоан Марти-и-Аланис                            | 25 ноября 1970—12 мая 2003       | Награждён правительством Испании Большим крестом Ордена Изабеллы Католической (1989). В 1982 году сформировано первое правительство Андорры, а в 1993 году принята первая в истории страны государственная Конституция. |
| Жоан Энрик Вивес-и-Сисилья                     | 12 мая 2003 — 31 мая 2025        | С 19 марта 2010 — архиепископ ad personam. |
| Хосеп-Льюис Серрано Пентинат                   | с 31 мая 2025                    | |